# 谢荣
谢荣（1921年4月11日—2021年6月3日），男，祖籍云南腾冲，生于昆明，中国麻醉学家，中国麻醉学科的先驱之一。

## 生平
谢荣出生于云南的一个商人家庭，1946年毕业于同济大学医学院。1947年至1950年间赴美国密歇根大学留学，并立志专攻麻醉学。期间，曾任底特律接受医院麻醉科住院医师。
1951年回国后任职于北京医学院附属医院并组建麻醉科。此后他还举办了中国第一个麻醉学习班，是中国麻醉专业的先驱。1961年，他又筹建了中国第一个麻醉学研究室。1979年，他参与创立中华医学会麻醉学分会，并曾任二至四届主任委员。在其领导下，北大医院麻醉科于1989年被国家教委评为全国重点学科。
2021年6月3日16时30分于北京逝世，享年100岁。

## 荣誉
1990年，英国皇家麻醉学院授予其名誉院士称号。

## 社会兼职
第七、八届全国政协委员，第八、七届北京市人大常委。

## 家庭
妻子周如枚是物理学家周培源的长女。他们的女儿谢兰后移民美国，曾任新泽西州蒙哥马利市市长，是新泽西州首位亚裔女性市长。